# Fabryka Samochodów Rolniczych
Fabryka Samochodów Rolniczych (česky „továrna na výrobu zemědělských aut“), zkráceně FSR nebo POLMO, byla polská automobilka vyrábějící dodávkové a terénní automobily. Byla založena v roce 1975 a zrušena v roce 1996.

## Historie
V prosinci 1972 bylo vytvořeno 25 prototypů auta Tarpan. V roce 1973 byly upraveny. V roce 1973 bylo vyrobeno 250 aut a v roce 1974 jich bylo vyrobeno 1582. V nich byl použit motor M20 a S-21 o výkonu 51,5 kW. V roce 1975 bylo vyrobeno 2760 Tarpanů a o rok později 3941. FSR vyráběla Tarpan do roku 1991.
V roce 1988 začala výroba auta Tarpan Honker (nebo zkráceně Honker). Bylo to vylepšení Tarpanu. Vyráběl se až do zániku firmy v roce 1996.
V roce 1993 uzavřela FSR smlouvu se společností Volkswagen AG, firma se přejmenovala na Volkswagen Poznaň. Od roku 1993 FSR vyráběla Volkswagen Transporter a od roku 1994 Škodu Favorit Pick-up a Felicii pickup. V roce 1996 se společnost zavřela a přešla na Volkswagen AG.

## Vyráběné automobily
- Tarpan 1973–1991
- Tarpan Honker 1988–1996
- Volkswagen Transporter 1993–1996
- Škoda Favorit Pick-up 1994–1996
- Škoda Felicia Pick-up 1994–1996

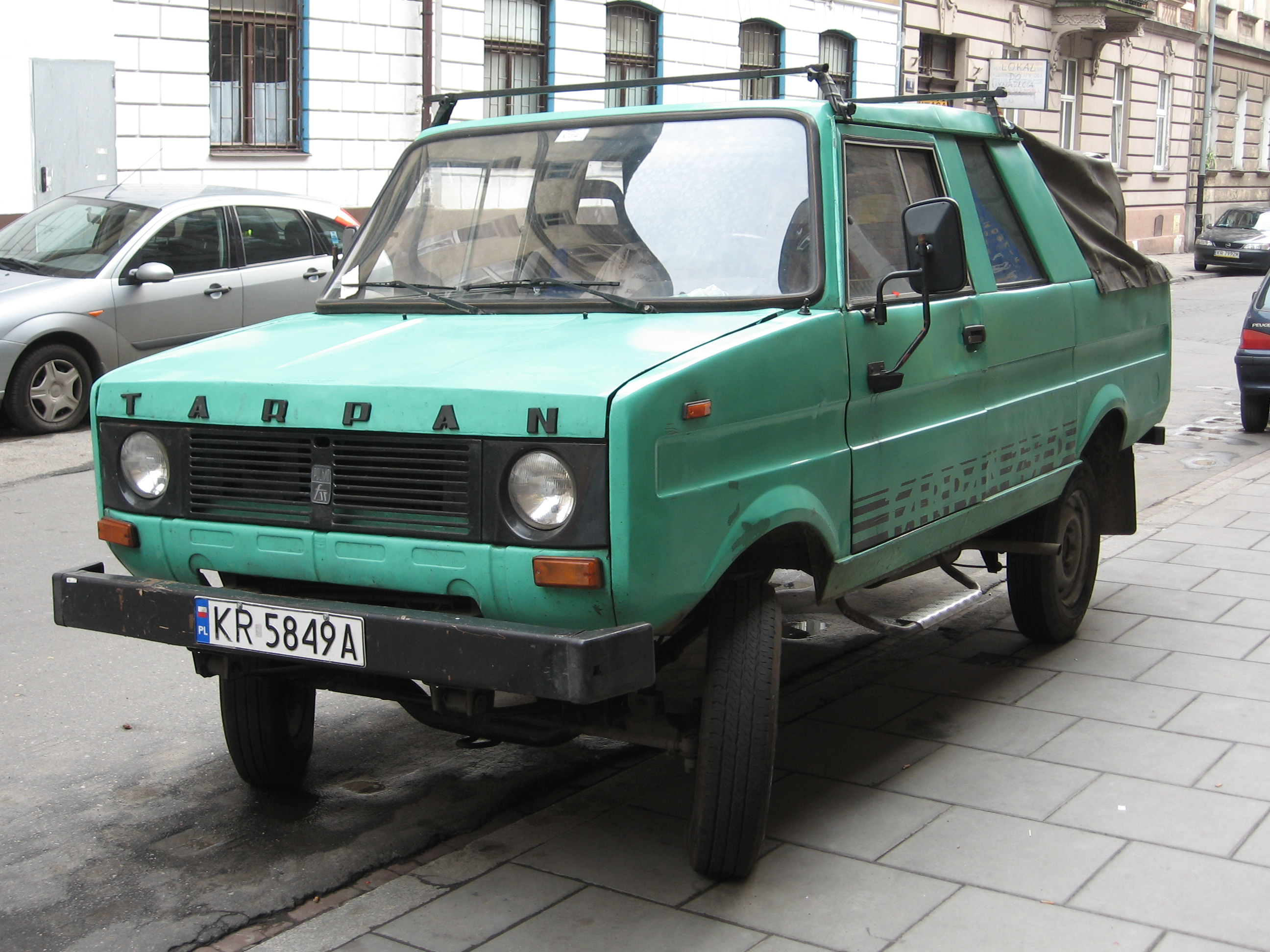
Tarpan 237D
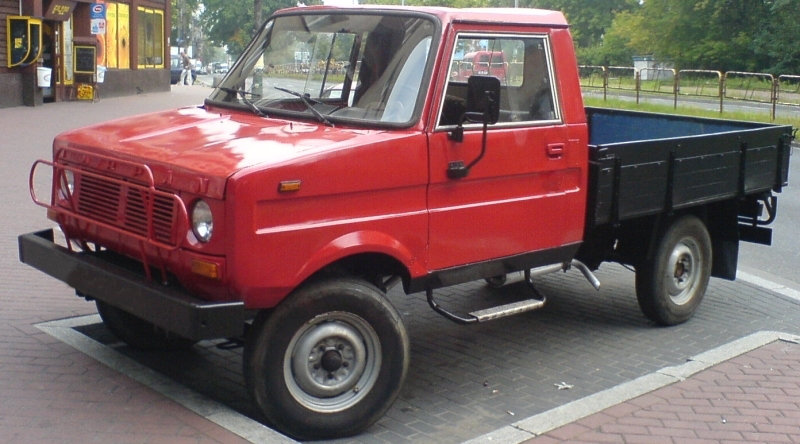
Tarpan 239D
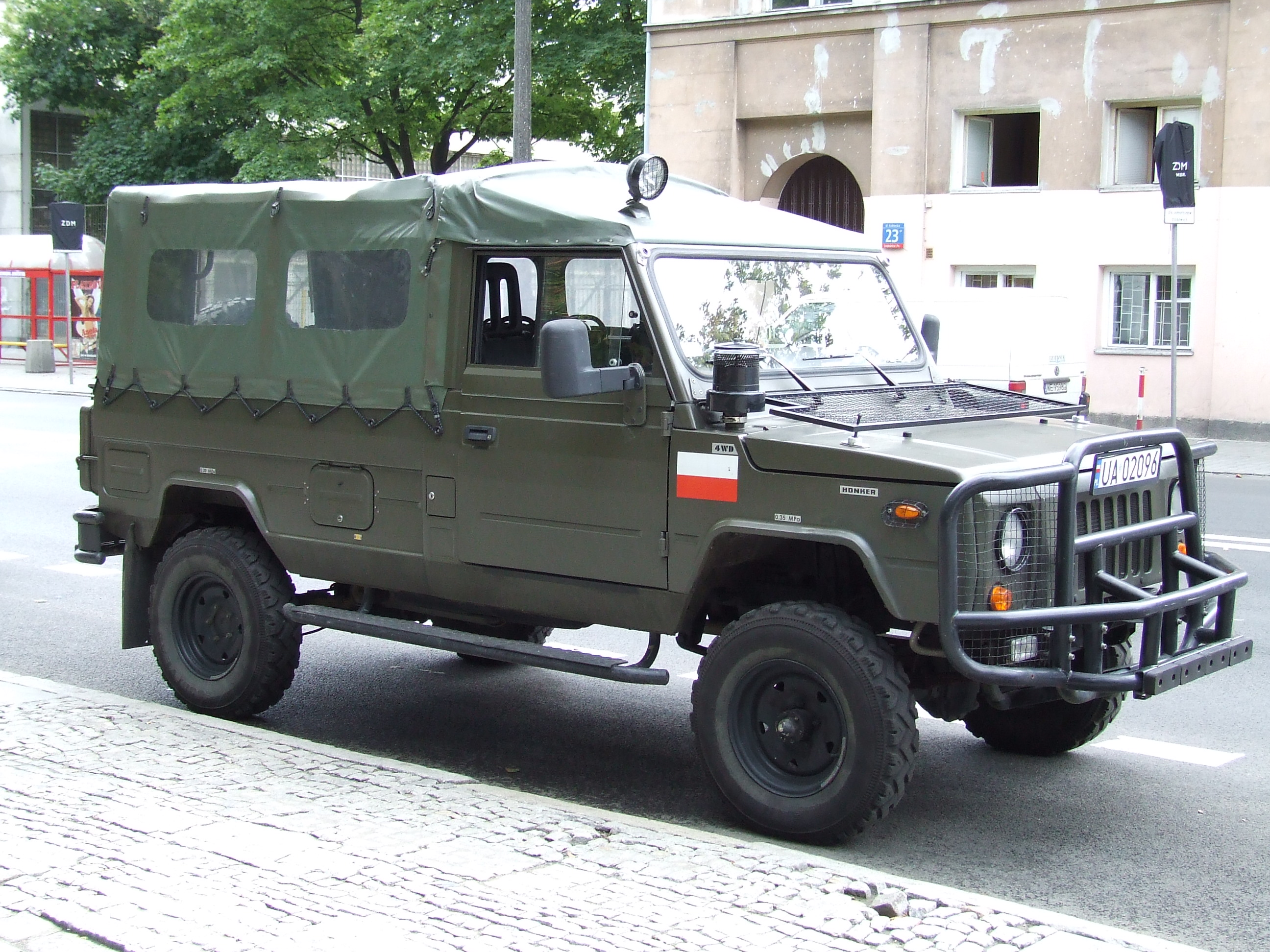
Tarpan Honker
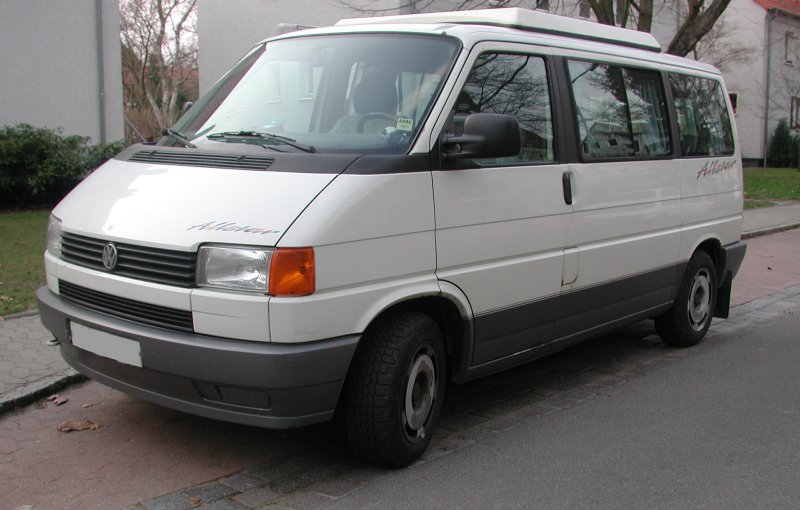
Volkswagen Transporter
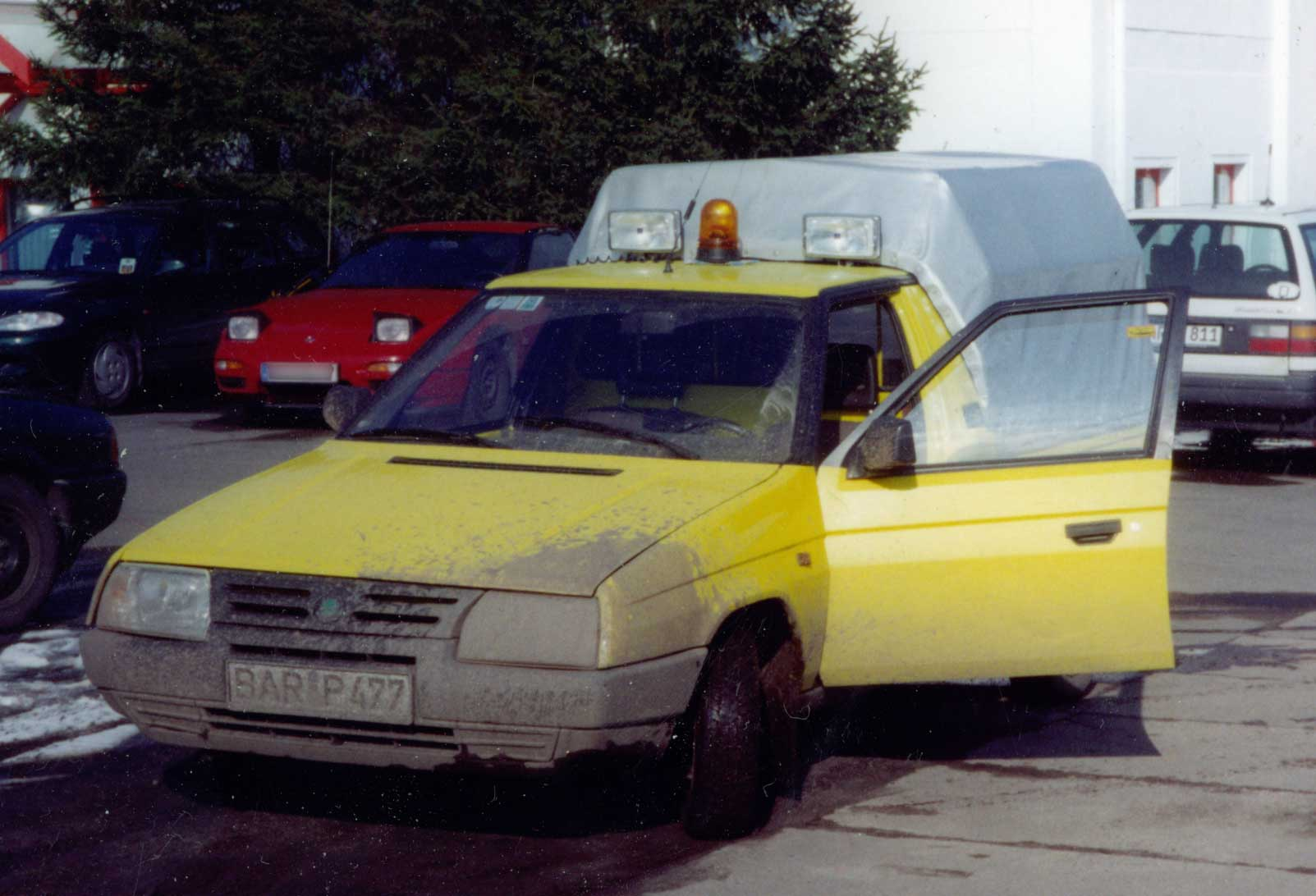
Škoda Favorit Pick-up
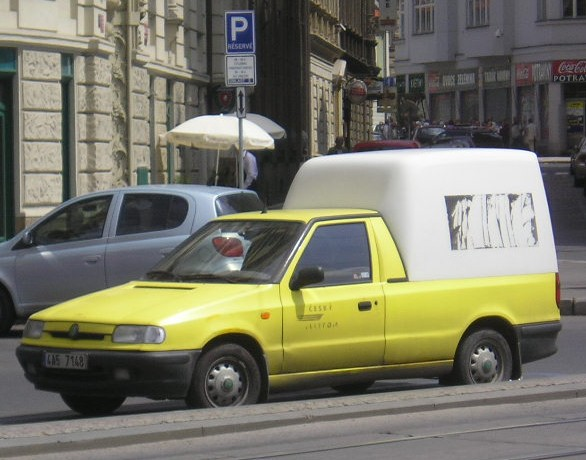
Škoda Felicia Pick-up